# Bachy
Pour les articles homonymes, voir Bachy (homonymie).
Bachy est une commune française située dans le département du Nord, en région Hauts-de-France.

## Géographie

### Description

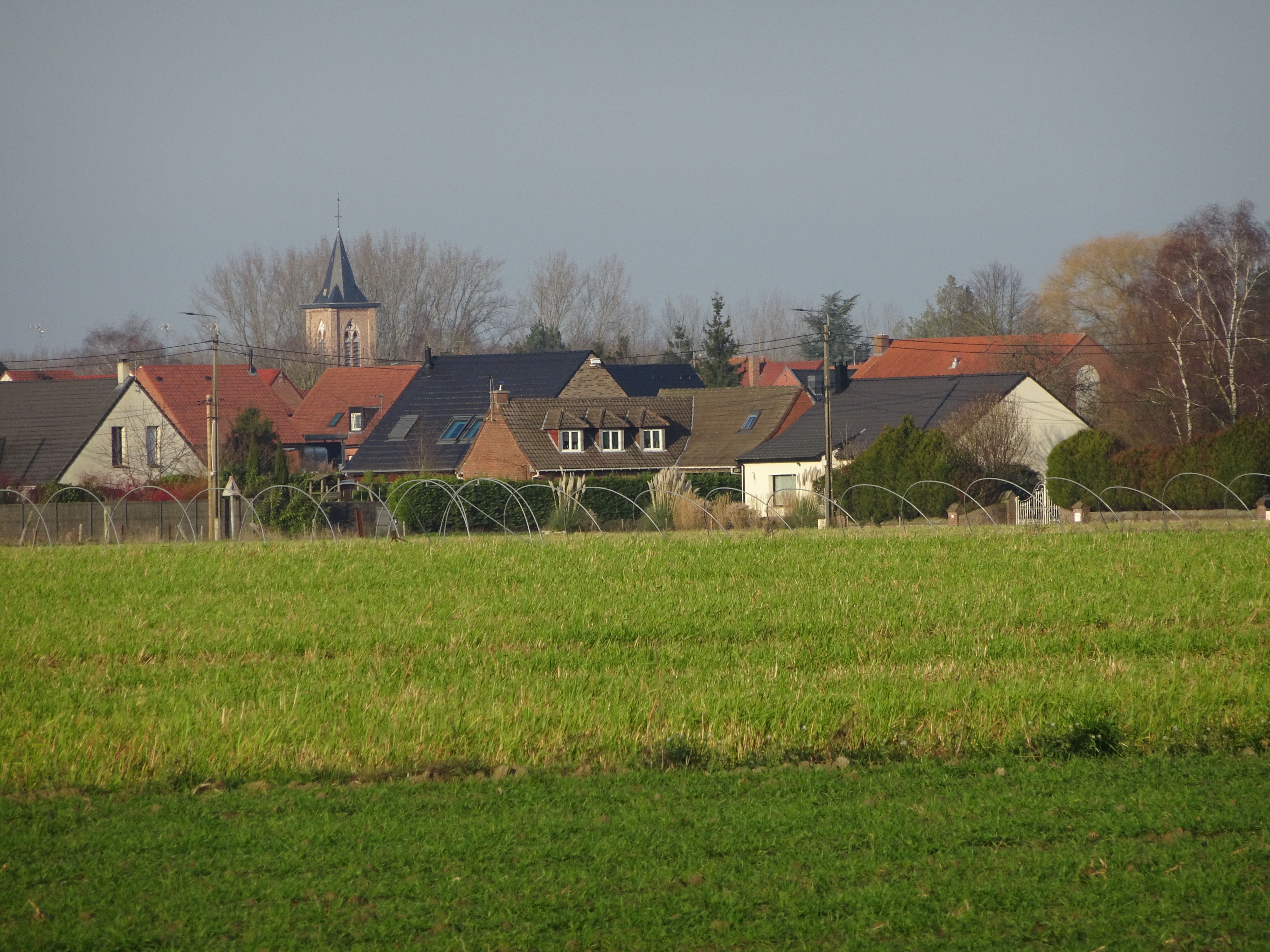
Le bourg.

Bachy est un bourg périurbain situé à 19 km au sud-est de Lille, 12 km au sud-ouest de Tournai, 27 km au nord-ouest de Valenciennes et 23 km au nord-est de Douai. La limite Est de son territoire est constituée par la frontière franco-belge.
Elle est desservie par l'ancienne route nationale 355 (actuelle RD 955) qui la relie à l'agglomération lilloise.
L'altitude de Bachy est de 73 mètres environ. Sa superficie est de 6,41 km2. Sa latitude est de 50.554 degrés Nord et sa longitude de 3.26 degrés Est.

### Communes limitrophes
Les villes et villages proches de Bachy sont : Bourghelles (59830) à 1,75 km, Wannehain (59830) à 2,00 km, Cobrieux (59830) à 2,55 km, Cysoing (59830) à 3,55 km, Genech (59242) à 4,15 km.
| Bourghelles | Wannehain |                   |
| Bourghelles | Bachy     | Rumes ( Belgique) |
| Cobrieux    | Mouchin   | Mouchin           |

### Hydrographie

#### Réseau hydrographique
La commune est située dans le bassin Artois-Picardie. Elle est drainée par la Bercu et la Gare,,.

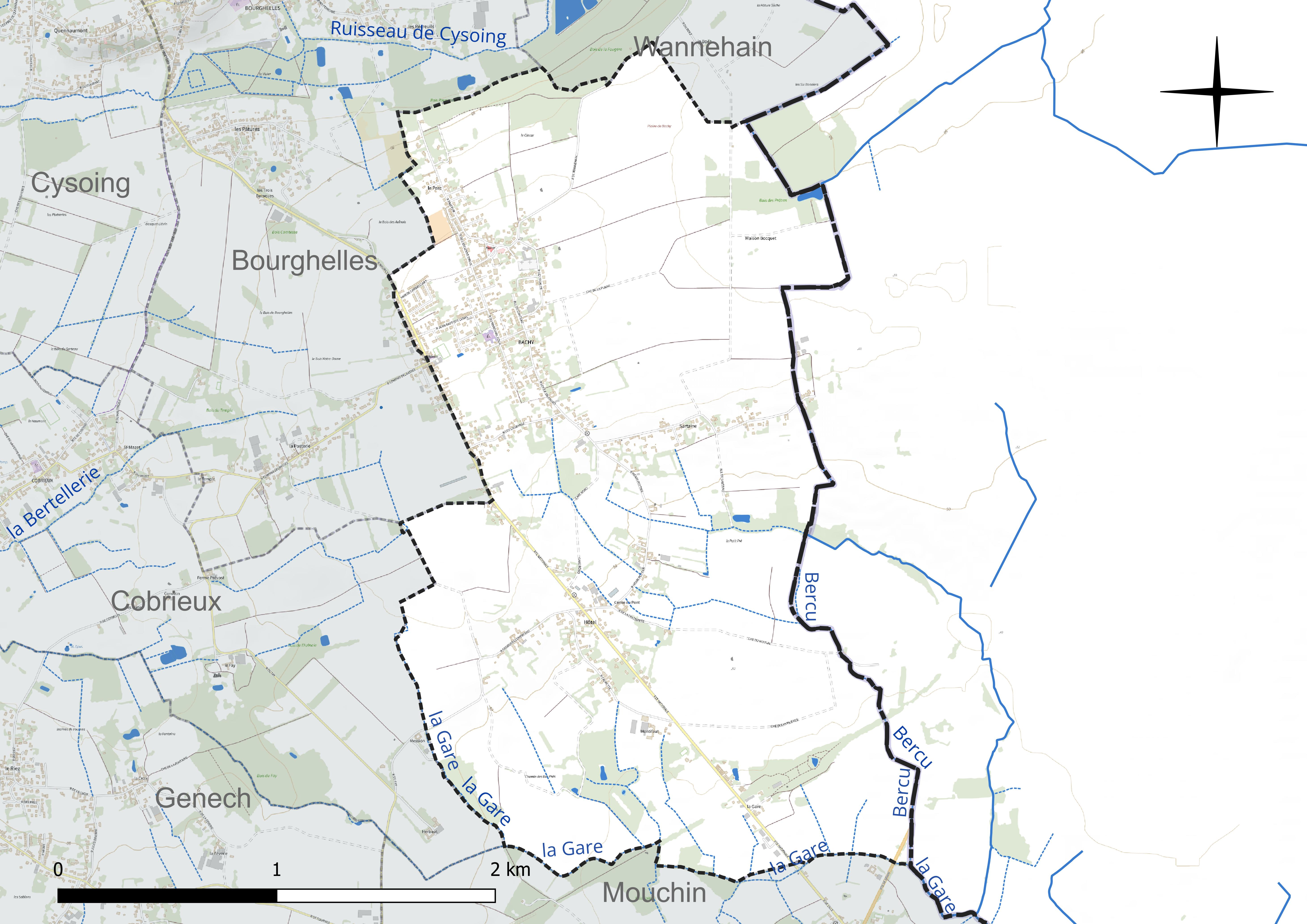
Réseau hydrographique de Bachy.

#### Gestion et qualité des eaux
Le territoire communal est couvert par le schéma d'aménagement et de gestion des eaux (SAGE) « Scarpe aval ». Ce document de planification concerne un territoire de 624 km2 de superficie, délimité par le bassin versant de la Scarpe aval, comprenant la Pévèle, la plaine de la Scarpe et le bassin minier avec l'Ostrevent. Le périmètre a été arrêté le 18 mars 1997 et le SAGE proprement dit a été approuvé le 12 mars 2009, puis révisé le 5 juillet 2021. La structure porteuse de l'élaboration et de la mise en œuvre est le parc naturel régional Scarpe-Escaut.
La qualité des cours d'eau peut être consultée sur un site dédié géré par les agences de l'eau et l'Agence française pour la biodiversité.

### Climat
Pour des articles plus généraux, voir Climat des Hauts-de-France et Climat du Nord.
En 2010, le climat de la commune est de type climat océanique dégradé des plaines du Centre et du Nord, selon une étude du CNRS s'appuyant sur une série de données couvrant la période 1971-2000. En 2020, Météo-France publie une typologie des climats de la France métropolitaine dans laquelle la commune est exposée à un climat océanique et est dans la région climatique Nord-est du bassin Parisien, caractérisée par un ensoleillement médiocre, une pluviométrie moyenne régulièrement répartie au cours de l'année et un hiver froid (3 °C).
Pour la période 1971-2000, la température annuelle moyenne est de 10,4 °C, avec une amplitude thermique annuelle de 14,7 °C. Le cumul annuel moyen de précipitations est de 712 mm, avec 11,3 jours de précipitations en janvier et 9,5 jours en juillet. Pour la période 1991-2020, la température moyenne annuelle observée sur la station météorologique la plus proche, située sur la commune de Cappelle-en-Pévèle à 8 km à vol d'oiseau, est de 11,1 °C et le cumul annuel moyen de précipitations est de 736,6 mm,. Pour l'avenir, les paramètres climatiques de la commune estimés pour 2050 selon différents scénarios d'émission de gaz à effet de serre sont consultables sur un site dédié publié par Météo-France en novembre 2022.

## Urbanisme

### Typologie
Au 1er janvier 2024, Bachy est catégorisée ceinture urbaine, selon la nouvelle grille communale de densité à sept niveaux définie par l'Insee en 2022.
Elle appartient à l'unité urbaine de Bachy, une agglomération intra-départementale regroupant trois  communes, dont elle est ville-centre,,. Par ailleurs la commune fait partie de l'aire d'attraction de Lille (partie française), dont elle est une commune de la couronne,. Cette aire, qui regroupe 201 communes, est catégorisée dans les aires de 700 000 habitants ou plus (hors Paris),.

### Occupation des sols
L'occupation des sols de la commune, telle qu'elle ressort de la base de données européenne d'occupation biophysique des sols Corine Land Cover (CLC), est marquée par l'importance des territoires agricoles (84,9 % en 2018), en diminution par rapport à 1990 (89,8 %). La répartition détaillée en 2018 est la suivante : 
terres arables (67,9 %), prairies (11,7 %), zones urbanisées (11,5 %), zones agricoles hétérogènes (5,3 %), forêts (3,5 %), milieux à végétation arbustive et/ou herbacée (0,1 %). L'évolution de l'occupation des sols de la commune et de ses infrastructures peut être observée sur les différentes représentations cartographiques du territoire : la carte de Cassini (XVIIIe siècle), la carte d'état-major (1820-1866) et les cartes ou photos aériennes de l'IGN pour la période actuelle (1950 à aujourd'hui).

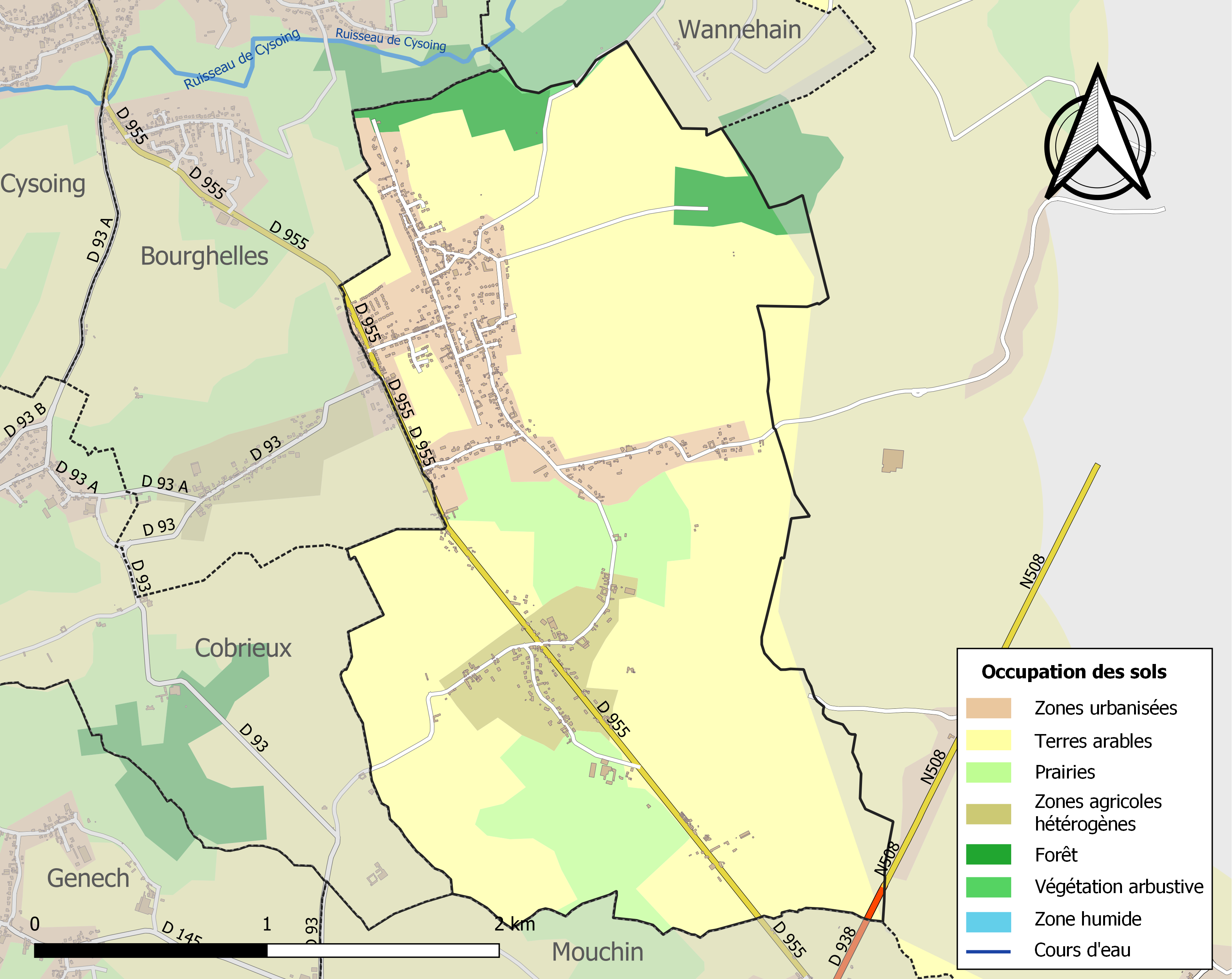
Carte des infrastructures et de l'occupation des sols de la commune en 2018 (CLC).

### Habitat et logement
En 2019, le nombre total de logements dans la commune était de 708, alors qu'il était de 631 en 2014 et de 543 en 2009.
Parmi ces logements, 94,5 % étaient des résidences principales, 0,7 % des résidences secondaires et 4,9 % des logements vacants. Ces logements étaient pour 95,3 % d'entre eux des maisons individuelles et pour 4,4 % des appartements.
Le tableau ci-dessous présente la typologie des logements à Bachy en 2019 en comparaison avec celle du Nord et de la France entière. Une caractéristique marquante du parc de logements est ainsi une proportion de résidences secondaires et logements occasionnels (0,7 %) inférieure à celle du département (1,6 %) mais supérieure à celle de la France entière (9,7 %). Concernant le statut d'occupation de ces logements, 83,7 % des habitants de la commune sont propriétaires de leur logement (82,1 % en 2014), contre 54,7 % pour le Nord et 57,5 pour la France entière.
| Typologie                                               | Bachy | Nord | France entière |
| ------------------------------------------------------- | ----- | ---- | -------------- |
| Résidences principales (en %)                           | 94,5  | 90,6 | 82,1           |
| Résidences secondaires et logements occasionnels (en %) | 0,7   | 1,6  | 9,7            |
| Logements vacants (en %)                                | 4,9   | 7,8  | 8,2            |

### Voies de communication et transport
Bachy est desservie par le réseau départemental de bus Arc-en-Ciel-2. La ligne 204 (Mouchin > Cysoing > Villeneuve d'Ascq) dessert la commune aux arrêts Gare, Hôtel, Petit Canard et Poste. Des bus scolaires assurant principalement des liaisons de et vers le lycée Charlotte Perriand (Genech), ou encore l'Institut de Genech desservent aussi Bachy.

## Toponymie
Baceda en 1066 (fondation de Saint-Pierre de Lille - Mirœus), Bacies en 1159 (titre de Saint-Aubert), Baissi en 1221, Baceda en 1380 (titre de Saint-Pierre).
D'après Maurits Gysseling, le nom viendrait d'un anthroponyme gallo romain, Baccius > Bacciacum.

## Histoire

### Avant la Révolution française
Avant la Révolution française de 1789, Bachy est le siège d'une seigneurie détenue en 1389 par Gilles de Baudimont dit Noiseux. Il la transmet en 1417 à Jean de Baudimont. Elle passe ensuite en 1470 à Allard de Calonne.
La seigneurie de Bachy a alors été jointe à un autre fief situé lui aussi sur le village, et appartenant en 1389 à Olivier de Cuinghien, seigneur de Fresne, le tenant de sa femme Jeanne de Forest, dame d'Hem, fille d'Allard de Hem. En 1417, leur fils Gérard de Cuinghien épouse Jeanne de Hingettes, dame des Obeaux à Bondues et de Lomme. Ils ont quatre fils dont Philippe de Cuighien, écuyer, seigneur des deux fiefs réunis, et donc seigneur de Bachy en 1502, marié à Bonne de Wailly, les deux étant enterrés dans l'église de Bachy.
Leur fille, Antoinette de Cuinghien épouse Antoine de Tenremonde (Famille de Tenremonde), écuyer, seigneur de Mérignies.

Bachy reste dans la famille de Tenremonde jusqu'en 1685. À cette date, Marie-Jeanne de Tenremonde en hérite à la mort de son père Louis. Elle épouse Pierre de Haudion. Leur fils Nicolas-Alexandre-Antoine, baron de Haudion n'a pas d'enfants. Il lègue par testament la seigneurie de Bachy à Louis-Philippe-Marie de Palmes, comte d'Espaing, fait comte par lettres patentes données à Versailles en mai 1771, capitaine aux gardes françaises qui devient maréchal de camp. Il assiste, en tant que seigneur de Bachy, à l'assemblée des trois ordres réunis à Lille le 24 mars 1789, en vue des États généraux de 1789.

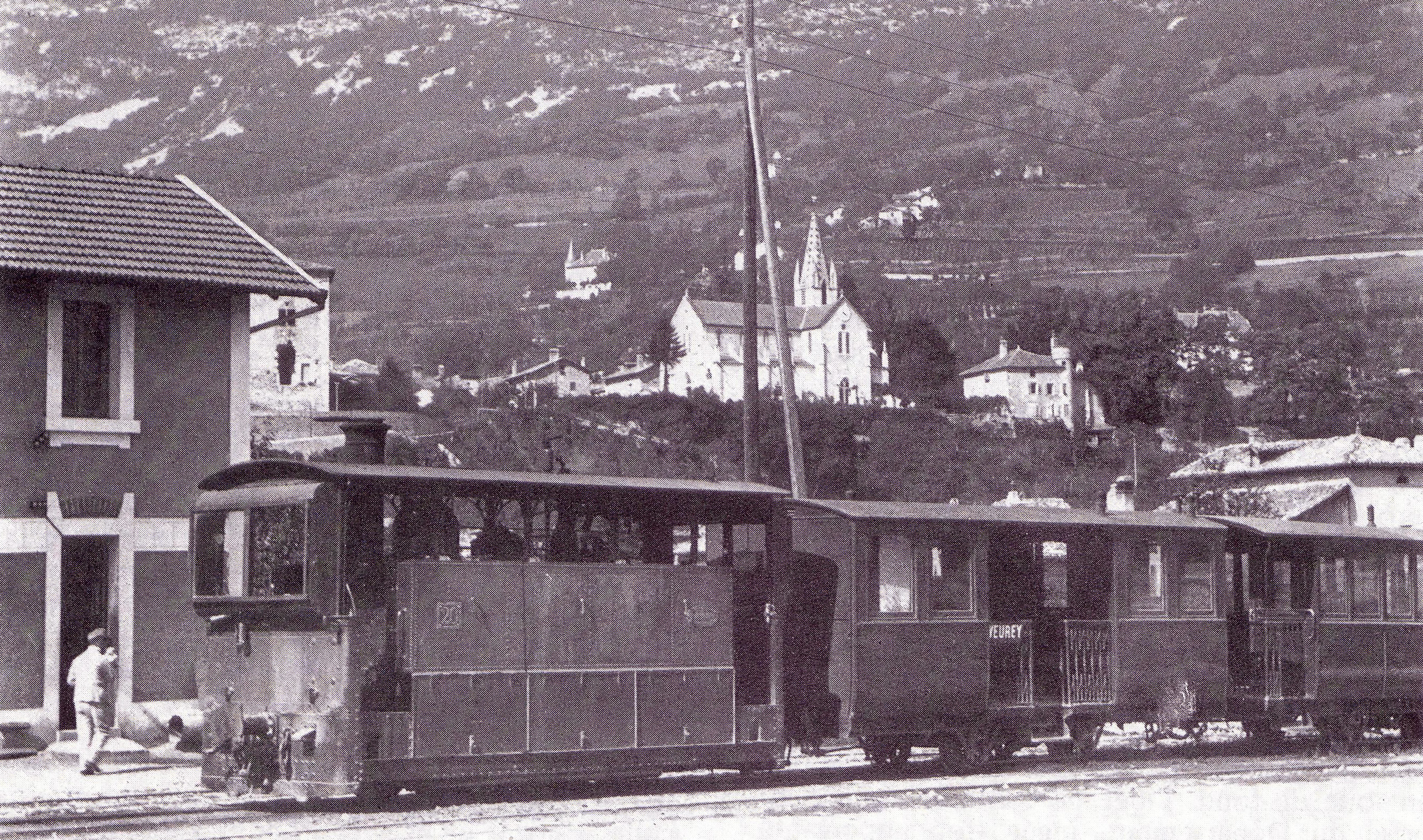
Locomotive des CEN, comparable à celle qui circulait de Saint-Amand à Hellemmes.

### Époque contemporaine
Bachy disposait  depuis 1883 d'une gare ferroviaire commune avec la ville voisine de Mouchin, terminus de la ligne française ligne de Pont-de-la-Deûle à Bachy-Mouchin, qui  continuait ensuite en Belgique vers Tournai sous le nom de ligne 88A. La section de Nomain - Ouvignies à Bachy - Mouchin  a été déclassée en 1960.
Entre 1896 et 1932, Bachy est desservie par le tramway à vapeur des  Chemins de fer économiques du Nord qui circule est en accotement de la nationale 355 sur la ligne de Saint-Amand à Hellemmes, longue de 32 km.

#### Seconde Guerre mondiale

L'armée britannique à Bachy en 1939-1940
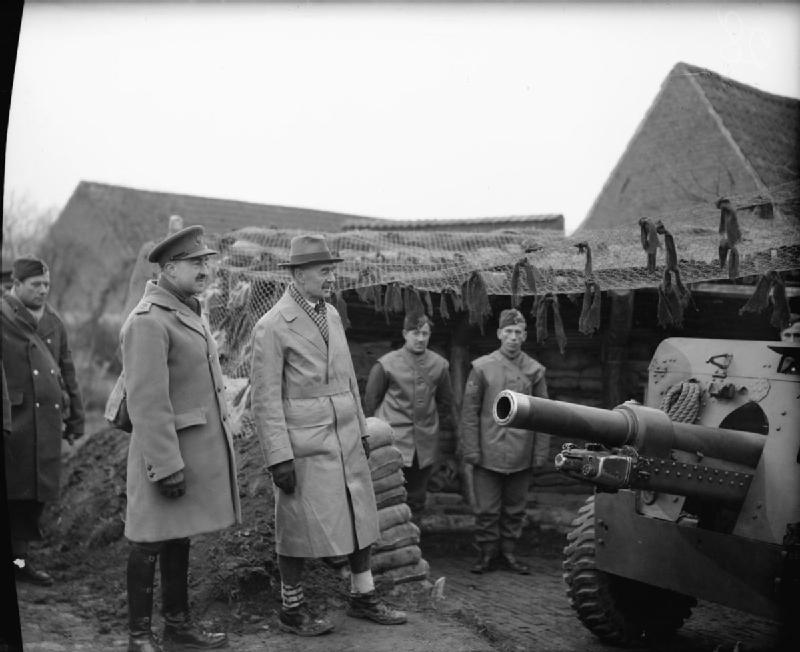
Neville Chamberlain inspectant des canons, le 15 décembre 1939.
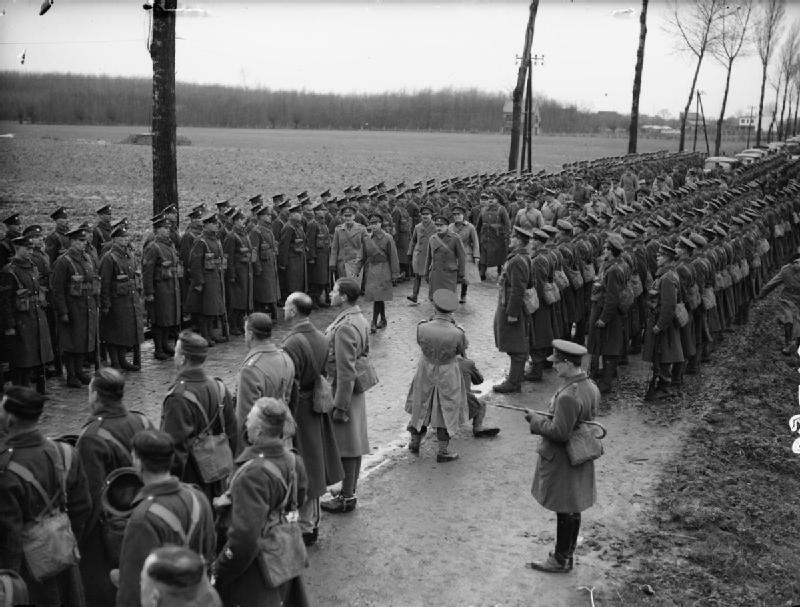
Le roi George V inspecte le corps expéditionnaire britannique (2nd Battalion, Coldstream Guards) en décembre 1939 à Bachy
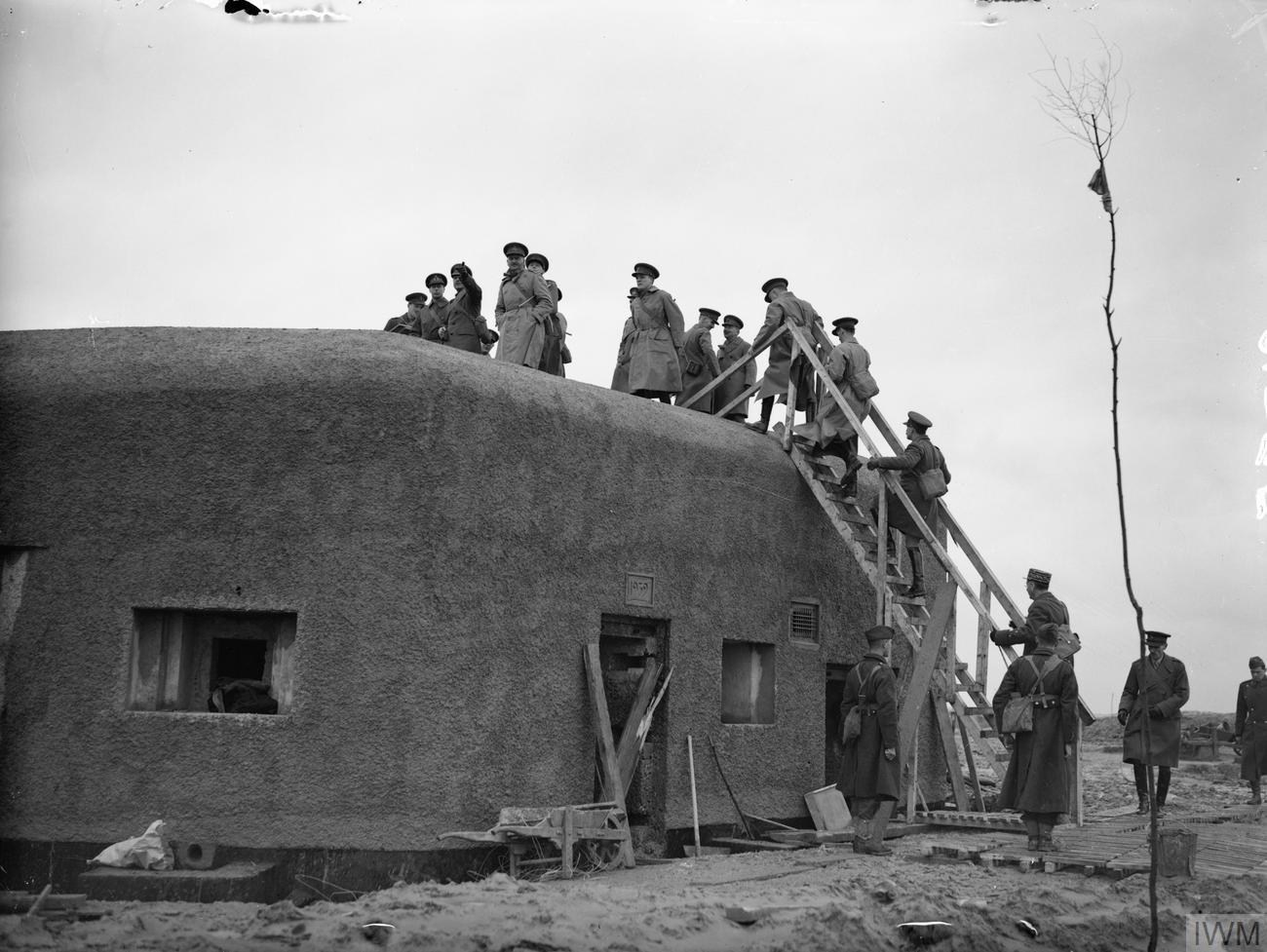
Le roi sur une casemate à Bachy, en décembre 1939
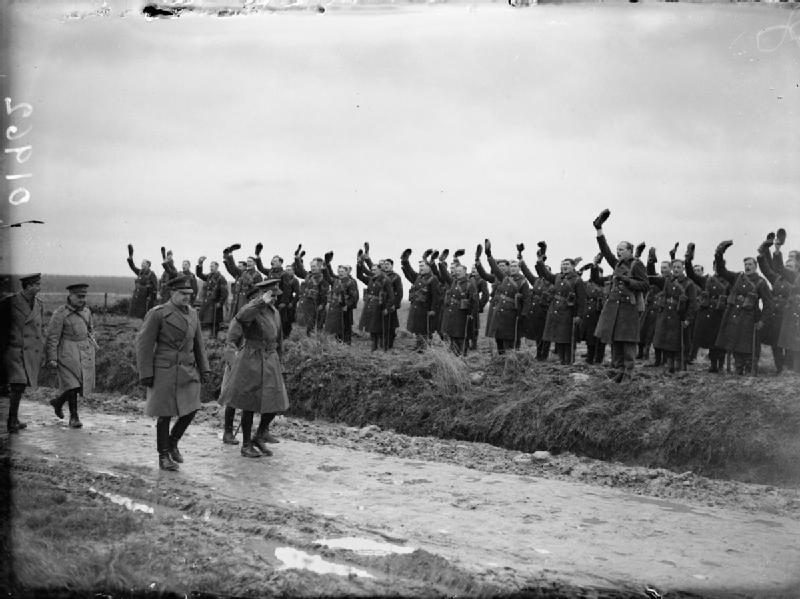
Le roi et le général Harold Alexander inspectant le 2nd Battalion, Hampshire Regiment
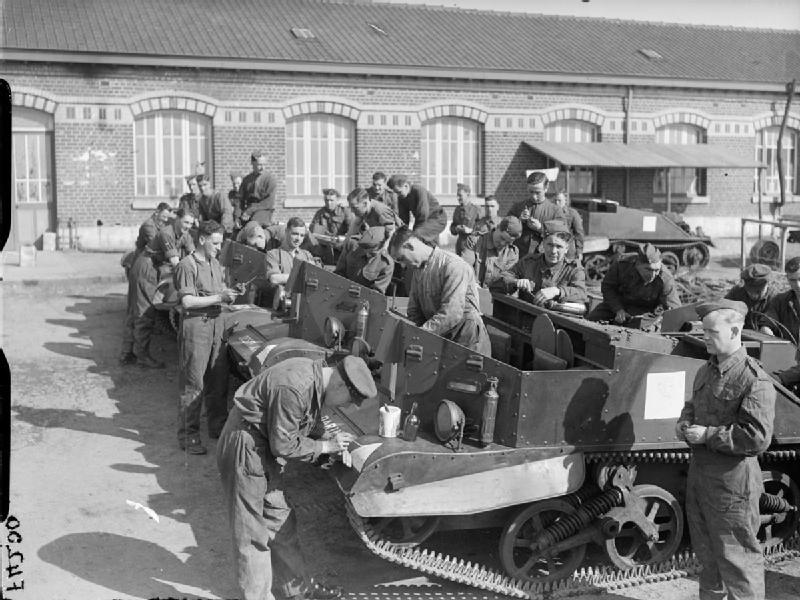
Le 1er bataillon du régiment Duc de Willington (1re division) à la gare de Bachy, le 2 mai 1940.

## Politique et administration

### Rattachements administratifs et électoraux

#### Rattachements administratifs
La commune se trouve dans l'arrondissement de Lille du département du Nord.
Elle faisait partie depuis 1818 du canton de Cysoing. Dans le cadre du redécoupage cantonal de 2014 en France, cette circonscription administrative territoriale a disparu, et le canton n'est plus qu'une circonscription électorale.

#### Rattachements électoraux
Pour les élections départementales, la commune fait partie depuis 2014 du canton de Templeuve-en-Pévèle
Pour l'élection des députés, elle fait partie de la sixième circonscription du Nord.

### Intercommunalité
Penvénan était membre de la communauté de communes du Pays de Pévèle, un établissement public de coopération intercommunale (EPCI) à fiscalité propre créé fin 1993 et auquel la commune avait transféré un certain nombre de ses compétences, dans les conditions déterminées par le code général des collectivités territoriales.
Conformément aux prescriptions de la loi de réforme des collectivités territoriales du 16 décembre 2010, qui a prévu le renforcement et la simplification des intercommunalités et la constitution de structures intercommunales de grande taille, cette intercommunalité a fusionné avec sa voisine pour former, le 1er janvier 2014, la communauté de communes Pévèle Carembault dont est désormais membre la commune.

### Liste des maires
1881 : Quique.
| Période                                  | Période                         | Identité                                                          | Étiquette | Qualité                                                 |
| ---------------------------------------- | ------------------------------- | ----------------------------------------------------------------- | --------- | ------------------------------------------------------- |
| Les données manquantes sont à compléter. |                                 |                                                                   |           |                                                         |
| avant 1802                               | 1808                            | C. L. J. Carpentier                                               |           |                                                         |
| Les données manquantes sont à compléter. |                                 |                                                                   |           |                                                         |
| 13 mai 1945,                             | mars 1977                       | Fortunée Boucq puis Collette (5 décembre 1905 - 11 novembre 1982) | SFIO      |                                                         |
| mars 1977                                | décembre 2003                   | Henri Werbrouck (13 septembre 1924 - 27 mars 2019)                |           | Garde d'honneur de Notre-Dame de Lorette Démissionnaire |
| décembre 2003                            | mars 2008                       | Thierry Lempereur                                                 | DVD       |                                                         |
| mars 2008                                | En cours (au 14 septembre 2022) | Philippe Delcourt (né le 19 avril 1949)                           | DVD       | Informaticien retraité Réélu pour le mandat 2020-2026,  |

### Instances de démocratie participative
La commune s'est dotée d'un conseil municipal des jeunes

## Équipements et services publics

### Enseignement
Bachy relève de l'académie de Lille.
Les enfants de la commune sont scolarisés à l'école publique Jacques Brel ou aux écoles privées Saint Jean-Baptiste et du Sacré Cœur.

### Justice, sécurité, secours et défense
La commune relève du tribunal judiciaire de Lille, de la cour d'appel de Douai, du tribunal pour enfants de Lille, du tribunal de commerce de Tourcoing, du tribunal administratif de Lille et de la cour administrative d'appel de Douai.

## Population et société
Les habitants de Bachy se nomment les Bachynois et les Bachynoises.

### Démographie

#### Évolution démographique
L'évolution du nombre d'habitants est connue à travers les recensements de la population effectués dans la commune depuis 1793. Pour les communes de moins de 10 000 habitants, une enquête de recensement portant sur toute la population est réalisée tous les cinq ans, les populations de référence des années intermédiaires étant quant à elles estimées par interpolation ou extrapolation. Pour la commune, le premier recensement exhaustif entrant dans le cadre du nouveau dispositif a été réalisé en 2005.

En 2022, la commune comptait 1 890 habitants, en évolution de +11,83 % par rapport à 2016 (Nord : +0,51 %, France hors Mayotte : +2,11 %).
| 1793 | 1800 | 1806 | 1821 | 1831 | 1836 | 1841 | 1846 | 1851  |
| ---- | ---- | ---- | ---- | ---- | ---- | ---- | ---- | ----- |
| 910  | 679  | 753  | 831  | 877  | 905  | 957  | 950  | 1 000 |

| 1856 | 1861 | 1866 | 1872  | 1876  | 1881  | 1886  | 1891  | 1896  |
| ---- | ---- | ---- | ----- | ----- | ----- | ----- | ----- | ----- |
| 917  | 910  | 947  | 1 013 | 1 012 | 1 029 | 1 100 | 1 131 | 1 110 |

| 1901  | 1906  | 1911  | 1921 | 1926 | 1931 | 1936 | 1946 | 1954 |
| ----- | ----- | ----- | ---- | ---- | ---- | ---- | ---- | ---- |
| 1 100 | 1 053 | 1 016 | 961  | 989  | 937  | 904  | 879  | 893  |

| 1962 | 1968 | 1975 | 1982  | 1990  | 1999  | 2005  | 2006  | 2010  |
| ---- | ---- | ---- | ----- | ----- | ----- | ----- | ----- | ----- |
| 864  | 816  | 888  | 1 001 | 1 134 | 1 332 | 1 395 | 1 399 | 1 448 |

| 2015  | 2020  | 2022  | - | - | - | - | - | - |
| ----- | ----- | ----- | - | - | - | - | - | - |
| 1 631 | 1 836 | 1 890 | - | - | - | - | - | - |

#### Pyramide des âges
La population de la commune est relativement jeune.
En 2018, le taux de personnes d'un âge inférieur à 30 ans s'élève à 36,8 %, soit en dessous de la moyenne départementale (39,5 %). À l'inverse, le taux de personnes d'âge supérieur à 60 ans est de 22,1 % la même année, alors qu'il est de 22,5 % au niveau départemental.
En 2018, la commune comptait 861 hommes pour 886 femmes, soit un taux de 50,72 % de femmes, légèrement inférieur au taux départemental (51,77 %).
Les pyramides des âges de la commune et du département s'établissent comme suit.
| Hommes | Classe d’âge | Femmes |
| ------ | ------------ | ------ |
| 0,3    | 90 ou +      | 0,8    |
| 4,8    | 75-89 ans    | 4,9    |
| 17,2   | 60-74 ans    | 16,2   |
| 21,5   | 45-59 ans    | 21,9   |
| 19,2   | 30-44 ans    | 19,3   |
| 16,8   | 15-29 ans    | 15,9   |
| 20,1   | 0-14 ans     | 20,9   |

| Hommes | Classe d’âge | Femmes |
| ------ | ------------ | ------ |
| 0,5    | 90 ou +      | 1,4    |
| 5,3    | 75-89 ans    | 8,1    |
| 14,8   | 60-74 ans    | 16,2   |
| 19,1   | 45-59 ans    | 18,4   |
| 19,5   | 30-44 ans    | 18,7   |
| 20,7   | 15-29 ans    | 19,1   |
| 20,2   | 0-14 ans     | 18     |

## Culture locale  et patrimoine

### Lieux et monuments
- L'église Saint-Éloi, reconstruite en 1845. Elle contient deux colonnes du XIIIe siècle, des monuments et une chapelle funéraire de la famille de Tenremonde, seigneurs de Bachy, des XVIe et XVIIe siècles.
- La ferme Dupont, cense du château seigneurial de Tenremonde.
- La bourloire.
- Plusieurs blockhaus subsistent dans les champs de Bachy.

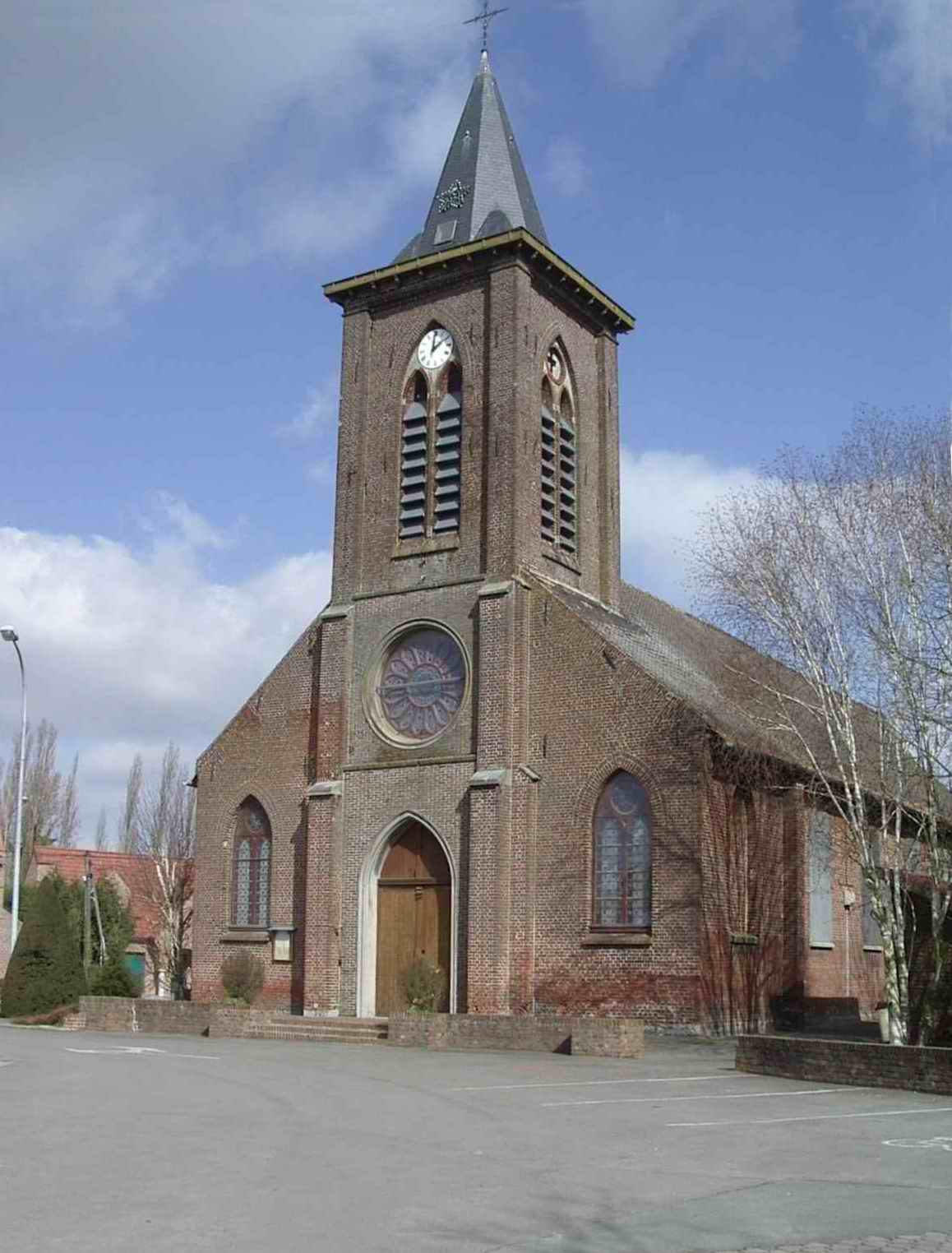
Église Saint-Éloi
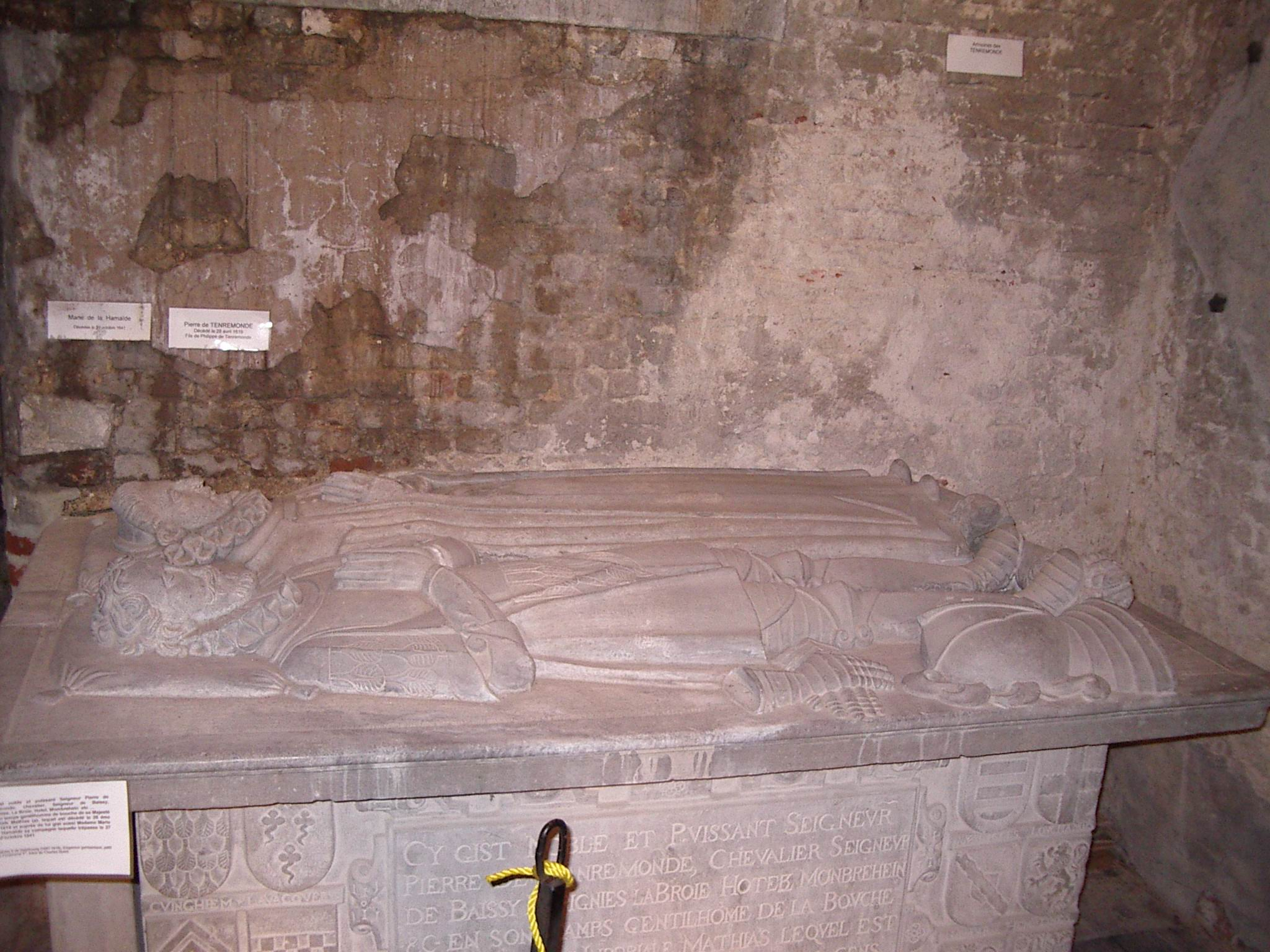
Gisants de la chapelle de l'église de Bachy
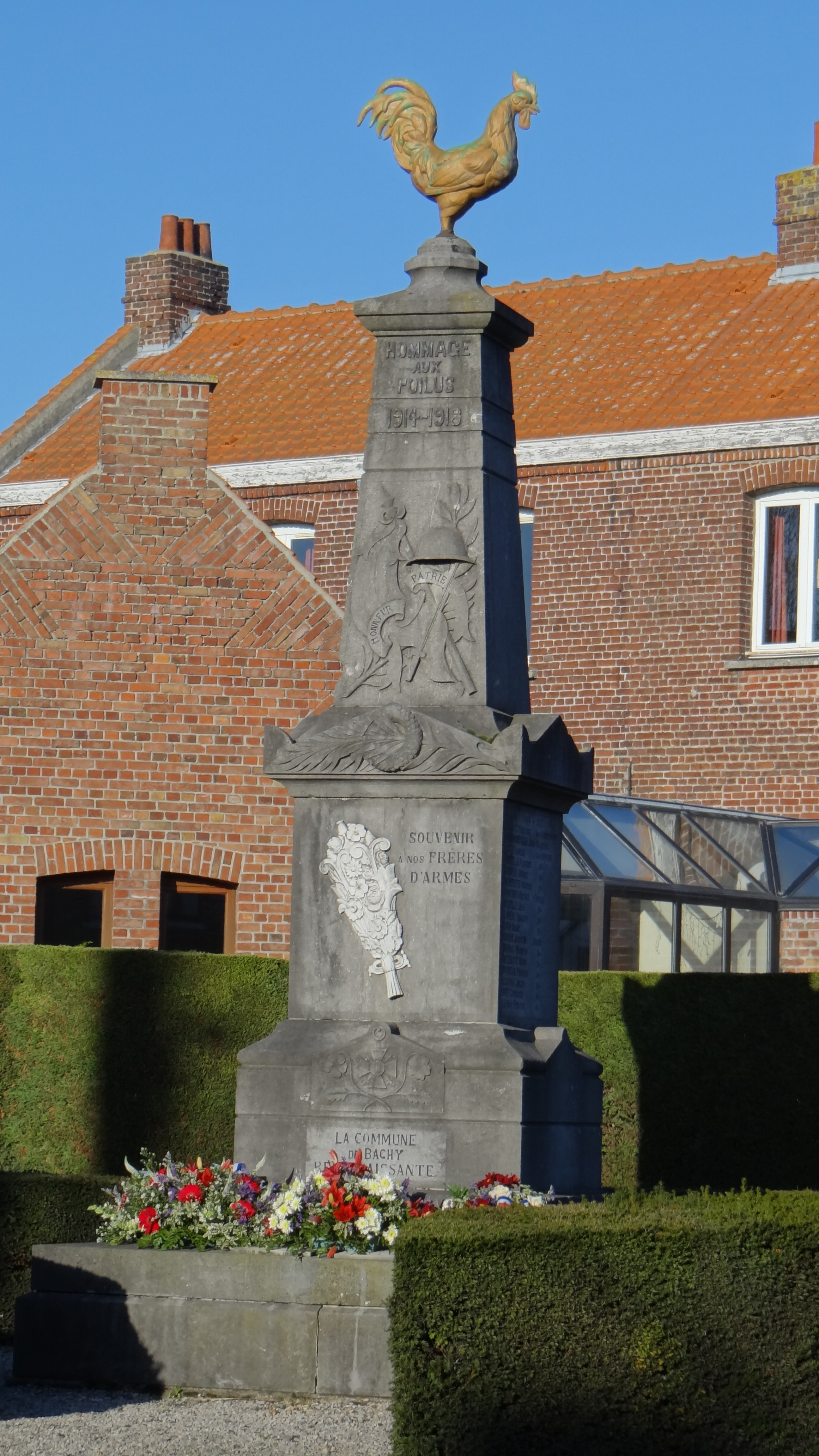
Monument aux morts
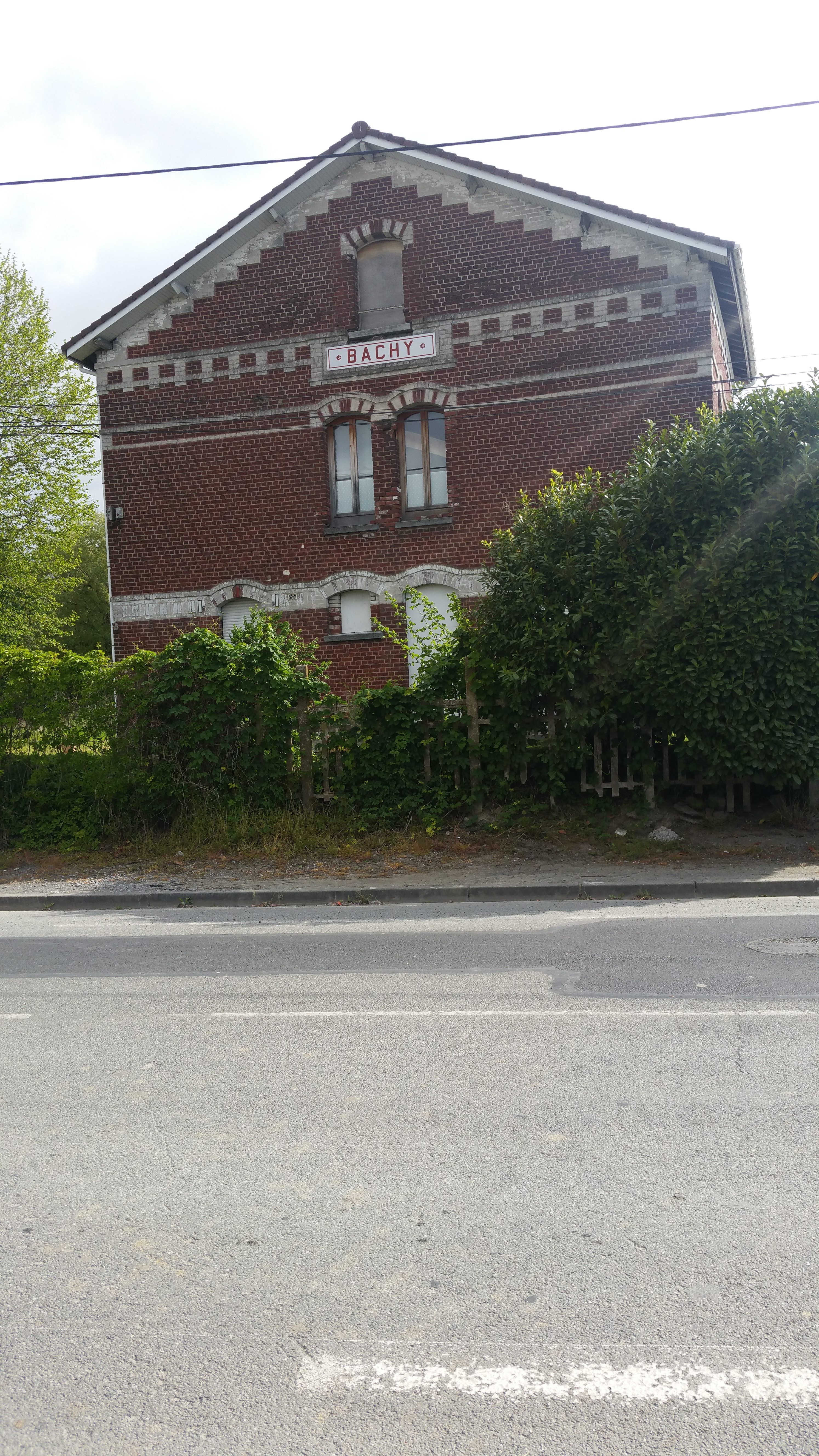
L'ancienne gare

## Personnalités liées à la commune
- Henriette Hanotte (1920 - 2022), dite Monique, résistante belge du Réseau Comète durant la Seconde Guerre mondiale, qui a sauvé plus d'une centaine d'aviateurs de l'occupant allemand. 
En 2015, Monique devient citoyenne d'honneur de Bachy. Une statue à sa mémoire se situe place de la Liberté[38].

## Héraldique
| Blason de Bachy | Blason  | De gueules, au chef d'or, chargé à dextre d'un lion de sable. |
| Blason de Bachy | Détails | Le statut officiel du blason reste à déterminer.              |

## Pour approfondir